# Hasemania melanura
Hasemania melanura é uma espécie de tetra endêmico do Brasil com área de ocorrência restrita ao Rio Iguaçu mais precisamente a cidade de Porto União no estado de Santa Catarina. 

## Estado de Conservação
Essa espécie figura a Lista PEX do Brasil de animais possivelmente extintos.

## Referência
1. 1 2 3  «Hasemania melanura». Sistema de Avaliação do Risco de Extinção da Biodiversidade - SALVE. Consultado em 5 de novembro de 2023
2. ↑  Ellis, Marion Durbin (dezembro de 1911). «On the species of Hasemania, Hyphessobrycon, and Hemigrammus collected by J. D. Haseman for the Carnegie Museum». Annals of the Carnegie Museum (1): 148–163. ISSN 0097-4463. doi:10.5962/p.14706. Consultado em 6 de novembro de 2023